# دهستان انزل شمالی
انزل شمالی دهستانی از توابع بخش انزل شهرستان ارومیه در استان آذربایجان غربی ایران است. اسم این دهستان از کلمه عربی انزل بوده و به معنای نازل شده و مجازا با برکت است.

## جمعیت
براساس سرشماری مرکز ملی آمار ایران در سال ۱۳۹۵ جمعیت آن ۲٬۲۵۲ نفر (۸۱۴ خانوار) بوده‌است. 